# Ivan Lovrenčić
Ivan Lovrenčić (Začretje, 28. prosinca 1917. — Zagreb, 1. siječnja 2003.), hrvatski slikar i grafičar, kazališni scenograf, keramičar

## Životopis
Rodio se je u zagorskom mjestu Začretju. U rodnom mjestu išao je u pučku školu. Istakao se kao crtač, te mu je učitelj često predlagao biti slikarem. Nižu gimnaziju je pohađao jednu godinu u Krapini. Ta škola je ukinuta pa je preostala tri razreda završio na III. realnoj gimnaziji u Zagrebu. 1936. godine upisao je tadašnju Visoku školu za umjetnost i umjetni obrt, gdje su mu predavali crtanje Omer Mujadžić i Krsto Hegedušić, slikanje Ljubo Babić i grafiku Tomislav Krizman. U Zagrebu je završio Umjetničku akademiju 1940. godine. Sljedeće se je godine zaposlio kao scenograf u Narodnom kazalištu u Splitu. Od 1949. je u Zagrebu gdje je scenograf u Jadran filmu. Od iduće godine djeluje kao profesionalni slikar. Spada u najizrazitije crtača u suvremenoj hrvatskoj umjetnosti. Većinom je slikao mrtve prirode i interijere lirska značaja vrlo simboličnih poruka. Crtao je ponajviše olovkom, tušem i ugljenom. Pojedina je mjesta bojao akvarelom ili pak srebrnim i zlatnim aplikacijama. Oblici koje crta su spontani, izražajni, slično kako crtaju djeca, naivci i kao u pučkoj dekorativnoj ornamentici.
Izvanredni je profesor od 1972.godine na Akademiji likovnih umjetnosti u Zagrebu. Otišao je u mirovinu 1978. godine, ali i poslije toga je nastavio s umjetničkim radom. Djelovao je kao slobodni umjetnik. Izdao je deset grafičkih mapa, a radio je i tapiserije, ilustracije, skulpture, zidno slikarstvo, keramiku, staklo.  U Grožnjanu je freskama oslikao crkvu sv. Kuzme i Damjana. U zagrebačkome HNK oslikao je zastor 1998. godine. Na Trškom Vrhu u Krapini oslikao je i postaje Križnog puta. 
Izlagao je samostalno i skupno. Samostalno je izlagao više od 100 puta, a skupno preko 150 puta, u zemlji i inozemstvu. 
Umro je 2003. godine.

## Nagrade
Nagrađen je mnogim nagradama. Ističe se Nagrada Fonda «Vladimir Nazor» za životno djelo 1992. godine.